# Pavetta cinerascens
Pavetta cinerascens är en måreväxtart som först beskrevs av Achille Richard, och fick sitt nu gällande namn av Emilio Chiovenda. Pavetta cinerascens ingår i släktet Pavetta och familjen måreväxter.
Artens utbredningsområde är Etiopien. Inga underarter finns listade i Catalogue of Life.